# Lisa Tuttle
Lisa Tuttle (n. 16 septembrie 1952, Houston, Texas, Statele Unite) este o autoare de science fiction, fantasy și horror. Ea a publicat peste zece romane, cinci culegeri de povestiri și câteva cărți non-fiction, printre care o lucrare despre feminism. De asemenea, a editat câteva antologii și a recenzat cărți pentru diferite publicații.
Din 1981 locuiește în Marea Britanie.
Tuttle a câștigat premiul de debut John W. Campbell în 1974. În 1982, povestirea ei "The Bone Flute" a fost recompensată cu premiul Nebula pentru cea mai bună povestire, premiu pe care l-a refuzat. În 1989, a primit premiul Asociației Britanice de Science Fiction pentru povestirea "In Translation".

## Cariera scriitoricească
Lisa Tuttle a început să scrie pe vremea când urma cursurile școlii Kinkaid din Piney Point Village, Texas. Când a ajuns la Mirabeau B. Lamar Senior High School din Houston a devenit membru activ în fandomul SF, fondând și editând fanzinul Societății de Science Fiction din Houston Mathom. La Universitatea Syracuse din New York a colaborat cu fanzinul instituției, Tomorrow And…, precum și cu câteva ziare. În 1971, Tuttle a participat la Clarion Writer's Workshop care s-a ținut în acel an la Universitatea Tulane din New Orleans, eveniment urmat de vânzarea primei ei povestiri, "Stranger in the House", care a apărut în 1972 în Clarion II, o antologie editată de Robin Wilson. În 1974, Tuttle și-a luat diploma în Literatură engleză și s-a mutat în Austin, Texas, unde a lucrat timp de cinci ani ca ziaristă la cotidianul Austin American-Statesman.
În 1973, Tuttle și alți scriitori SF printre care se numărau Howard Waldrop, Steven Utley și Bruce Sterling au înființat în Austin atelierul Turkey City Writer's Workshop,, iar în 1974 a câștigat premiul John W. Campbell Memorial pentru debutanți, la egalitate cu Spider Robinson. Tuttle a colaborat cu autorul și scenaristul George R. R. Martin la nuvela Furtuni pe Windhaven, care avea să fie nominalizată la premiul Hugo în 1976. Tuttle și Martin au dezvoltat ulterior nuvela, dând naștere romanului Furtună pe Windhaven, publicat în 1981.
În următorii 25 de ani Tuttle a scris o serie de romane SF și fantasy, printre care se numără Lost Futures (1992), nominalizat la premiul Arthur C. Clarke și premiul James Tiptree, Jr.. Ea a scris și ficțiune pentru tineret, printre titlurile publicate numărându-se Catwitch (ilustrat de Una Woodruff) (1983), Panther in Argyll (1996) și Love-on-Line (1998). Virgo: Snake Inside, a fost o carte scrisă sub pseudonimul Maria Palmer pentru seria de 12 cărți pentru tineret intitulată Horrorscopes (1995), Tuttle colaborând și la seria de cărți pentru tineret Dolphin Diaries (2002–2004) a lui Ben M. Baglio. În afară de ficțiune, Tuttle a scris și lucrări de non-ficțiune, printre care se numără Encyclopedia of Feminism (1986) și Writing Fantasy and Science Fiction (2002). Ca editor a compliat câteva antologii, cum ar fi Skin of the Soul: New Horror Stories by Women (1990) și Crossing the Border: Tales of Erotic Ambiguity (1998), ultima dintre ele tratând tema transgenului.
Ficțiunea lui Tuttle se concentrează deseori pe probleme de sex, incluzând „femeia cu voință puternică” în căutarea propriei identități. Autorul britanic David V. Barrett a scris că povestirile ei sunt „inconfortabile din punct de vedere emoțional” și „nu te fac doar să gândești, ci chiar să simți”. Opera ei de ficțiune a fost asociată SF-ului feminist, iar The Cambridge Guide to Women's Writing in English a spus că multe dintre povestirile sale folosesc elemente SF și horror pentru „a dramatiza aspecte ale condiției umane, în mod particular ale celei feminine”. The Pillow Friend a fost descris ca „cel mai satisfăcător” roman al ei, spunând că „pune accentul pe ambiguitate prin folosirea prietenilor imaginari, a fantomelor gravide și a iubiților comestibili”.
Tuttle a predat scrisul la o serie de instituții, cum ar fi Clarion West și Citylit College de la Universitatea din Londra. De asemenea, a recenzat cărți pentru The Sunday Times. În 1989, Tuttle a primit premiul Asociației Britanice de Science Fiction pentru povestirea "In Translation". În 1999, povestirea "Replacements" a fost ecranizată într-un episod al serialului horror de televiziune din Canada The Hunger, iar în 2005, povestirea "Community Property" a constituit subiectul unui scurt metraj franțuzesc, Propriété commune.

### Controversa de la decernarea premiilor Nebula
În 1982, Tuttle a devenit prima și singura persoană (până la această dată) care a refuzat premiul Nebula. Povestirea ei, "The Bone Flute", publicată în numărul din mai 1981 al revistei The Magazine of Fantasy & Science Fiction, a fost nominalizată la începutul anului 1982 în cadrul secțiunii "Cea mai bună povestire scurtă"a premiilor Nebula. Ea a obiectat în legătură cu o altă nominalizare la aceeași secțiune, "The Quiet", pe care autorul ei, George Guthridge, o trimisese membrilor Asociației Scriitorilor de Ficțiune și Fantezie din America. Deși în ziua de azi această practică este acceptată, la vremea aceea era rareori luată în considerație, SFWA neavând nicio regulă cu privire la acest subiect. Tuttle i-a trimis președintelui Frank Catalano o scrisoare prin care solicita retragerea propriei povestiri din competiție, argumentând: „Nu sunt de acord cu o asemenea companie.” Dar "The Bone Flute" a fost aleasă cea mai bună povestire scurtă înainte ca scrisoarea lui Tuttle să ajungă la Catalano, iar când a fost anunțată că a câștigat, Tuttle a replicat că nu acceptă premiul deoarece și-a retras povestirea din competiție. Ea a precizat că nu va participa la ceremonia de decernare a premiilor, care urma să aibă loc pe 29 aprilie 1982, și a cerut ca motivul refuzului ei să fie făcut public cu ocazia evenimentului. Totuși, pe 29 aprilie, Tuttle a fost contactată de editorul John Douglas de la Pocket Books, care a anunțat-o că a ridicat premiul în numele ei și că, în cadrul ceremoniei, nu s-a menționat faptul că ea ar fi refuzat premiul.
Ulterior, George R. R. Martin - cu care Tuttle colaborase la Furtună pe Windhaven - a trimis o scrisoare deschisă către SFWA în care spunea că, deși nu era neapărat de acord cu decizia lui Tuttle de a refuza premiul, obiectează în legătură cu modul în care organizația a tratat refuzul ei. Martin a scris: „A făcut un sacrificiu considerabil și dificil pentru a respecta un principiu și [...] cred cu tărie că avea dreptul să fie auzită.” În urma acestei controverse, Guthridge a încetat să mai scrie timp de un deceniu și a renunțat complet la a mai scrie SF.
Întrebată în cadrul unui interviu din 2003 dacă regretă refuzarea premiului Nebula, Tuttle a spus: „Cred că cel mai mare regret al meu este că lumea a considerat că nu sunt de acord cu premiile la modul general și nu mi-a mai nominalizat nimic după aceea! Mi-ar plăcea să câștig niște premii, mai ales din cele cu recompense materiale...”

## Viața personală
Tuttle a trăit câțiva ani cu Steven Utley, înainte de a se muta din Statele Unite în Anglia în luna ianuarie a anului 1981, unde s-a stabilit la Londra. Acolo l-a cunoscut pe scriitorul britanic Christopher Priest. Cei doi au divorțat în 1987.
În 1990, ea s-a mutat în zona rurală a Scoției, la Torinturk, unde trăiește cu al doilea ei soț, editorul Colin Murray, și fiica lor, Emily.

### Romane
- Furtună pe Windhaven (1981) (cu George R. R. Martin) — nominalizare la Premiul Locus în 1982
- Familiar Spirit (1983)
- Catwitch (1983) (cu Una Woodruff) — ficțiune pentru tineret
- Angela's Rainbow (1983) (cu Michael Johnson)
- Gabriel (1987)
- Lost Futures (1992) — nominalizare la premiile Arthur C. Clarke și James Tiptree, Jr. în 1992
- Virgo: Snake Inside (1995) (pseudonim Maria Palmer) — ficțiune pentru tineret
- Panther in Argyll (1996) — ficțiune pentru tineret
- The Pillow Friend (1996)
- Love On-line (1998) — ficțiune pentru tineret
- Mad House (1998) — ficțiune pentru tineret
- My Death (2004) (nuvelă)
- The Mysteries (2005)
- The Silver Bough (2006)

### Culegeri de povestiri
- A Nest of Nightmares (1985)
- A Spaceship Built of Stone and Other Stories (1987). Conține povestirea „O astronavă de piatră” ("A Spaceship Built of Stone" din 1980) care a apărut și în limba română în Almanahul Anticipația 1984, în traducerea lui Dan Iordache. Alte povestiri: "The Bone Flute" (1981), "The Birds of the Moon" (1979).
- Memories of the Body: Tales of Desire and Transformation (1992)
- My Pathology (2001)
- Ghosts and Other Lovers (2002)
- Stranger in the House: The Collected Short Supernatural Fiction, Volume One (2010)
- Objects in Dreams (2012)

### Non-ficțiune
- Children's Literary Houses (1984) (cu Rosalind Ashe)
- Encyclopedia of Feminism (1986)
- Heroines: Women Inspired by Women (1988)
- Writing Fantasy and Science Fiction (2002)

### Ca editor
- Skin of the Soul: New Horror Stories by Women (1990)
- Crossing the Border: Tales of Erotic Ambiguity (1998)